# رحبه (مأرب)
رحبه هي إحدى قرى الجمهورية اليمنية. تتبع جغرافيا لمحافظة مأرب و إداريًا لمديرية رحبة. يبلغ تعداد سكانها 1106 نسمة حسب الإحصاء الذي أجري عام 2004.